# The Heart of Humanity
The Heart of Humanity é um filme mudo norte-americano de 1918, produzido pela Universal Pictures e dirigido por Allen Holubar. O filme é estrelado por Dorothy Phillips, William Stowell e Erich von Stroheim. Uma cópia do filme é preservada na EmGee Film Library e em coleções particulares.